# Federico de Luna

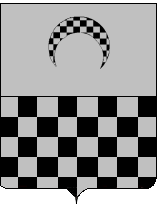
arme della famiglia de Luna d'Aragona..

Federico d'Aragona o Federico di Sicilia, noto come Federico di Luna, Fidiricu in siciliano, Frederico in aragonese, Frederic o  Fadric in catalano (Sicilia, tra il 1400 e il 1403 – Urena, 29 maggio 1438) fu Conte di Luna, Signore di Segorbe e Ejérica.

## Origini familiari[1][2]
Federico era figlio illegittimo del re di Sicilia, Martino il Giovane e della sua amante, la nobile di Catania Tarsia Rizzari.

## Biografia
Al momento della nascita era l'unico figlio maschio di Martino il Giovane, in quanto Pietro, figlio legittimo di Martino e di Maria di Sicilia, era morto da poco.
Dopo alcuni mesi però, al padre, Martino il Giovane e alla sua seconda moglie, Bianca di Navarra), nacque un figlio maschio, Martino d'Aragona.
Nel 1407, quando morì il suo piccolo fratellastro, Martino d'Aragona, il giovane Federico, pur essendo un illegittimo, rimase l'unico discendente maschio diretto della famiglia reale aragonese, che potesse succedere al padre, sul trono di Sicilia e poi su quello di Aragona.
Il padre ed il nonno si accordarono perciò per legittimarlo, lo investirono del titolo di conte di Luna e Martino il Giovane il 14 aprile 1409 iniziò il processo di legittimazione; suo padre tuttavia, mentre si trovava in Sardegna per riconquistarla alla corona d'Aragona, contrasse la malaria e morì il 25 luglio dello stesso anno, senza che la pratica di legittimazione di Federico fosse ancora conclusa. Martino lasciò un testamento in cui ricordava i due figli illegittimi (Federico e Violante) con le rispettive madri e la moglie, Bianca (filium nostrum don Fredericum natum ex…Tarsie muliere…Blanca consors nostra…filiam nostrum naturalem…Violanti… Agatuciam matrem dicte Violantis).
Intervenne allora il nonno, Martino il Vecchio, che affidò Federico alle cure di Ramon de Torrelles i de Blanes, che lo seguirà come precettore sino alla maggiore età. Il nonno, che nel frattempo era divenuto re di Sicilia, succedendo al figlio, contattò, a Peñíscola, il papa scismatico, Benedetto XIII, Pedro Martínez de Luna, che era parente di sua moglie, la defunta Maria de Luna e concordò un piano per legittimare Federico a succedergli, sia come re di Sicilia, che come sovrano della corona d'Aragona. Il papa preparò il documento e la legittimazione di Federico doveva essere proclamata il 1º giugno del 1410, ma Martino il vecchio morì appena un giorno prima ed il papa non se la sentì di fare la proclamazione senza più l'appoggio del sovrano.
Nei due anni di interregno che seguirono, il regno si trovò sull'orlo della guerra civile, poiché l'opinione pubblica rimase molto divisa tra i cinque pretendenti alla corona (tra i quali Federico che venne considerato come uno dei principali pretendenti. Gli altri erano: il conte di Urgell, Giacomo II, nipote, per linea maschile, del re Alfonso IV il Benigno, Alfonso d'Aragona, duca de Gandia, nipote, per linea maschile, di Giacomo II il Giusto; Luigi III d'Angiò, duca di Calabria, nipote, attraverso sua madre, Iolanda di Aragona, di Giovanni I di Aragona e Ferdinando di Trastamara, el de Antequera, figlio di Eleonora d'Aragona, sorella di Martino il Vecchio.
Alla fine le cortes di Catalogna, di Valencia e d'Aragona vennero spinte a ricercare un arbitrato: vennero nominati tre rappresentanti per ciascuno di questi stati, che componevano la monarchia (trascurando però di invitare i rappresentanti degli altri stati di Maiorca, di Sicilia e di Sardegna, anch'essi facenti parte dell'insieme della Corona d'Aragona). I nove delegati scelsero tra i cinque pretendenti e, col Compromesso di Caspe del 1412, decisero che il nuovo sovrano della corona d'Aragona sarebbe stato Ferdinando el de Antequera, infante del casato reale castigliano di Trastámara.

A Caspe, l'arcivescovo di Tarragona tentò, inutilmente, di far nominare Federico almeno quale re della sola Sicilia.
Divenuto adulto Federico partecipò, col titolo di ammiraglio, alla spedizione all'isola di Gerba, assieme al duca di Noto. Poi, per le mire che manteneva sul regno di Sicilia si recò in Aragona.
Sposò Iolanda Luïsa di Mur, che abbandonò ben presto.
Dato che le sue ambizioni e le sue manovre disturbavano Alfonso V il Magnanimo, Federico dovette fuggire in Castiglia, alla corte di Giovanni II, che era in guerra contro l'Aragona.
Nel 1434, per una questione con alcuni commercianti genovesi di Siviglia, Federico finì nel carcere del castello d'Ureña, dove morì nel 1438.

## Discendenza[1][2]
Di Federico non si conosce discendenza.

## Ascendenza
|                        |   |                             | Genitori                   |  |  | Nonni |  |  | Bisnonni              |  |  | Trisnonni               |  |
|                        |   |                             |                            |  |  |       |  |  | Pere IV, re d'Aragona |  |  | Alfons IV, re d'Aragona |  |
|                        |   |                             |                            |  |  |       |  |  | Pere IV, re d'Aragona |  |  | Alfons IV, re d'Aragona |  |
|                        |   | Teresa, baronessa d'Entenza |                            |  |  |       |  |  | Pere IV, re d'Aragona |  |  |                         |  |
| Martí I, re d'Aragona  |   |                             |                            |  |  |       |  |  | Pere IV, re d'Aragona |  |  |                         |  |
|                        |   | Eleonora di Sicilia         | Pietro II di Sicilia       |  |  |       |  |  |                       |  |  |                         |  |
|                        |   | Eleonora di Sicilia         | Pietro II di Sicilia       |  |  |       |  |  |                       |  |  |                         |  |
|                        |   | Eleonora di Sicilia         | Elisabeth von Kärnten      |  |  |       |  |  |                       |  |  |                         |  |
| Martí I, re di Sicilia |   | Eleonora di Sicilia         |                            |  |  |       |  |  |                       |  |  |                         |  |
|                        |   | Lope, I conte di Luna       | Artal III, signore di Luna |  |  |       |  |  |                       |  |  |                         |  |
|                        |   | Lope, I conte di Luna       | Artal III, signore di Luna |  |  |       |  |  |                       |  |  |                         |  |
|                        |   | Lope, I conte di Luna       | Martina Sanz d'Horta       |  |  |       |  |  |                       |  |  |                         |  |
| Maria Lopes de Luna    |   | Lope, I conte di Luna       |                            |  |  |       |  |  |                       |  |  |                         |  |
|                        |   | Brianda d'Agoult            | Foulques d'Agoult          |  |  |       |  |  |                       |  |  |                         |  |
|                        |   | Brianda d'Agoult            | Foulques d'Agoult          |  |  |       |  |  |                       |  |  |                         |  |
|                        |   | Brianda d'Agoult            | Alicia de Baux             |  |  |       |  |  |                       |  |  |                         |  |
| Federico de Luna       |   | Brianda d'Agoult            |                            |  |  |       |  |  |                       |  |  |                         |  |
|                        | … | …                           |                            |  |  |       |  |  |                       |  |  |                         |  |
|                        | … | …                           |                            |  |  |       |  |  |                       |  |  |                         |  |
|                        | … | …                           |                            |  |  |       |  |  |                       |  |  |                         |  |
| …                      | … |                             |                            |  |  |       |  |  |                       |  |  |                         |  |
|                        |   | …                           | …                          |  |  |       |  |  |                       |  |  |                         |  |
|                        |   | …                           | …                          |  |  |       |  |  |                       |  |  |                         |  |
|                        |   | …                           | …                          |  |  |       |  |  |                       |  |  |                         |  |
| Tarsia Rizzari         |   | …                           |                            |  |  |       |  |  |                       |  |  |                         |  |
|                        |   | …                           | …                          |  |  |       |  |  |                       |  |  |                         |  |
|                        |   | …                           | …                          |  |  |       |  |  |                       |  |  |                         |  |
|                        |   | …                           | …                          |  |  |       |  |  |                       |  |  |                         |  |
| …                      |   | …                           |                            |  |  |       |  |  |                       |  |  |                         |  |
|                        |   | …                           | …                          |  |  |       |  |  |                       |  |  |                         |  |
|                        |   | …                           | …                          |  |  |       |  |  |                       |  |  |                         |  |
|                        |   | …                           | …                          |  |  |       |  |  |                       |  |  |                         |  |
|                        |   | …                           |                            |  |  |       |  |  |                       |  |  |                         |  |